# China Poly Group
China Poly Group Corporation — китайский многопрофильный государственный конгломерат, основные интересы которого сконцентрированы в сфере недвижимости, индустрии развлечений и экспорта вооружений. Контрольный пакет акций China Poly Group принадлежит SASAC, но фактическое управление находится в руках китайской армии. Группа основана в 1984 году, штаб-квартира расположена в Пекине, входит в число крупнейших компаний страны и мира.

## История
Poly Technologies основана в 1984 году как дочерняя компания CITIC. Она занималась поставками китайского вооружения, в том числе «серыми» схемами в зоны боевых действий. Ключевые посты в руководстве компании занимали родственники и друзья Дэн Сяопина, а также отставные военные. В 1992 году на основе Poly Technologies была создана China Poly Group. В 1993 году Poly Group приобрела 55 % акций гонконгской Xin Hai Kang Corp. В 1998 году Цзян Цзэминь, обеспокоенный разгулом коррупции в армии и околовоенных структурах, устроил в компании чистку.
В конце 1998 года открылся Poly Art Museum — первый в стране музей, основанный государственной компанией. В 2000 году была основана компания Poly Culture Group, в 2003 году China Poly Group перешла под контроль SASAC. В 2005 году в Пекине была основана компания Poly International Auction, а в 2006 году в Шанхае — компания Poly Property Group.  
Кроме того, в 2006 году компания Poly Real Estate Group вышла на Шанхайскую фондовую биржу, а China Poly Group переехала в новую штаб-квартиру — 24-этажный офисный комплекс New Beijing Poly Plaza, спроектированный архитектурным бюро Skidmore, Owings & Merrill. Помимо офисов в здании расположены магазины, рестораны и художественный музей.
В 2007 году была основана дочерняя Poly Finance Company, а общие активы China Poly Group превысили 500 млрд юаней. В 2010 году Poly Group реорганизовала часть бизнеса, выделив непрофильные активы в New Age Group. В 2012 году была основана компания Poly Chemical Holdings Limited. В 2013 году власти США ввели санкции против компании Poly Technologies за тайные поставки оружия в Северную Корею, Иран и Сирию (через два года санкции были сняты). 
В 2014 году Poly Culture Group Company Limited вышла на Гонконгскую фондовую биржу, а Poly Group реорганизовала Guizhou Permanente Union Holding Group. В 2015 году с выручкой в 26 млрд долларов Poly Group впервые попала в список Fortune Global 500, а дочерняя компания Bona Film Group инвестировала 235 млн долларов в нью-йоркскую студию TSG Entertainment.
В 2017 году в состав Poly Group были включены Sinolight Corporation и China National Arts & Crafts Group. В 2019 году в результате очередной реструктуризации государственных активов в состав China Poly Group вошла China Silk Corporation (производство шёлка и новых материалов, нефтехимическая промышленность, издательский бизнес, управление недвижимостью и внешняя торговля). Также China Poly Group усилила свою экспансию на рынок США.

## Структура
В состав China Poly Group входит 11 дочерних компаний, в том числе 5 компаний, акции которых котируются на фондовых биржах (Poly Developments and Holdings Group, Poly Property Group, Poly Culture Group, Jiulian Industrial Explosive Materials Development и China Haisum Engineering).
- Poly Technologies — один из крупнейших экспортёров китайской военной техники (ракет, беспилотных летательных аппаратов, электроники, стрелкового оружия). Кроме того, компания участвует в добыче угля, железной руды и нефти[15].
  - China Poly Defence — производитель ракетных систем, радаров и других вооружений.
- Poly Union Group (Гуйян)[16]
  - Guizhou Jiulian Industrial Explosive Materials Development (Гуйян) — производитель промышленных взрывчатых веществ.
- Poly Southern Group (Гуанчжоу)   
  - Poly Developments and Holdings (Гуанчжоу) — крупный оператор недвижимости.
- Poly Property Group (Гонконг и Шанхай) — крупный оператор недвижимости[17].
- China Haisum Engineering — строительный подрядчик.
- Poly Energy Holdings — добыча угля и развитие энергетических проектов[18].
- Poly Culture Group — сеть художественных галерей, выставочных центров, театров и кинотеатров, организация культурных мероприятий и аукционов, производство фильмов и телесериалов[19].
  - Bona Film Group (Polybona Films) — один из крупнейших китайских производителей и дистрибьюторов фильмов.
  - Poly Theatre — крупная сеть театров и выставочных центров.
  - Poly Auction (Beijing Poly International Auction Company) — крупнейший китайский аукционный дом, который специализируется на антиквариате и современном искусстве[20].
  - Sinolight Corporation
  - China National Arts & Crafts Group
- Poly Investment Holdings — финансовые услуги.
- Poly Finance Company — финансовые услуги.
- Poly International Holdings — международные операции.

### Зарубежные активы
В 2001 году компания открыла филиал в Санкт-Петербурге (China Poly Group Construction Russia); в России компания занимается строительством портов, госпиталей и жилых домов.

## Кинопроизводство
Кинокомпания Bona Film Group (также известная как Bona Entertainment, Polybona Films и Beijing Polybona Film Distribution) является одним из крупнейших производителей и дистрибьюторов фильмов в стране. Компания принимала участие в создании таких картин, как Врата дракона (2011), Из Вегаса в Макао (2014), Операция Меконг (2016), Меч третьего молодого господина (2016), Долгая прогулка Билли Линна в перерыве футбольного матча (2016), Ударная волна (2017), Операция в Красном море (2018), Тень (2018), Путь домой (2019), Однажды в Голливуде (2019), К звёздам (2019), Капитан (2019), Бладшот (2020), Выход жирного дракона (2020), Битва при Чосинском водохранилище (2021), Битва при Чосинском водохранилище 2 (2022), Рождённый летать (2023), Скрытый клинок (2023).

## Галерея

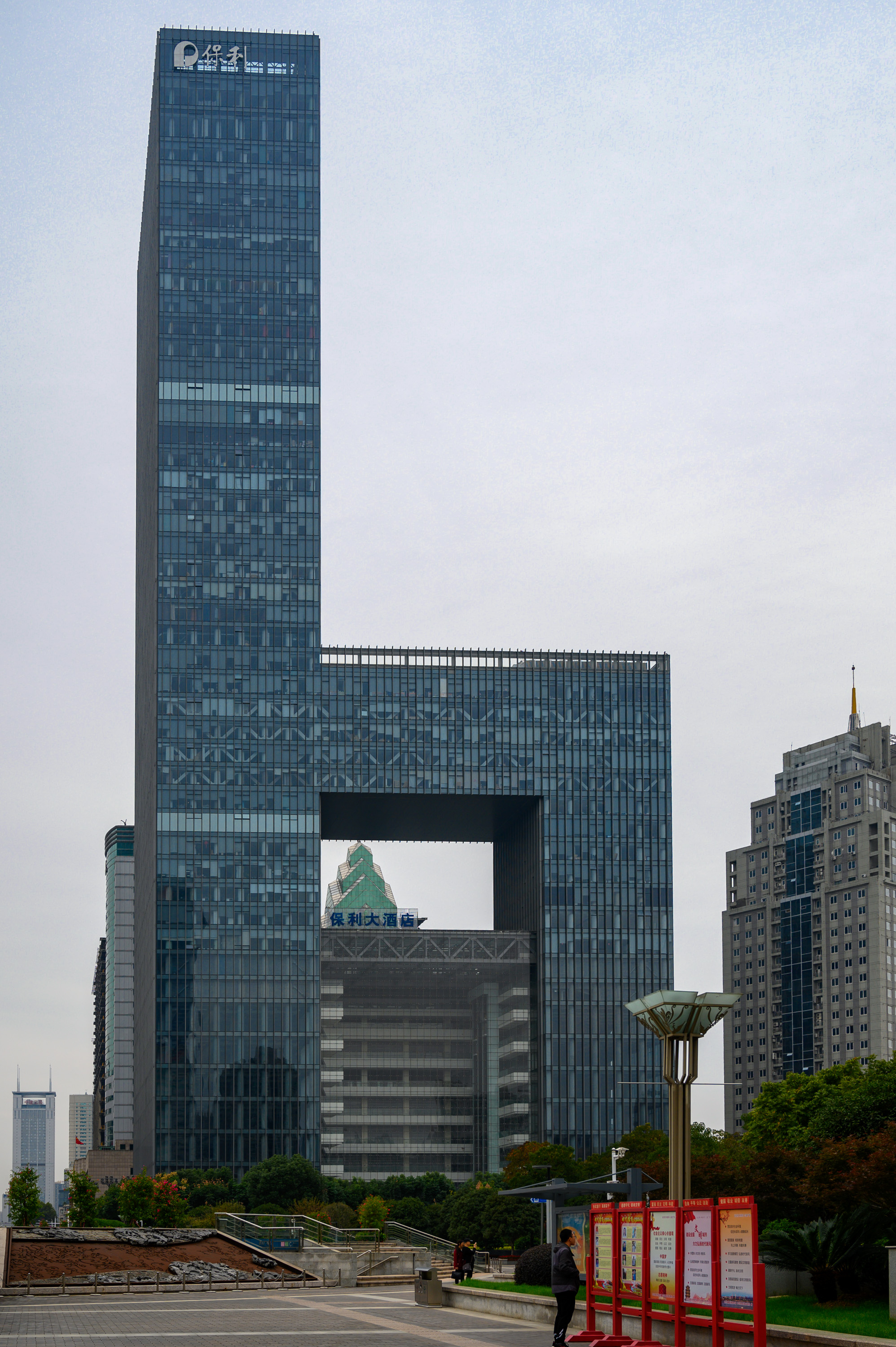
Poly Plaza в Ухане
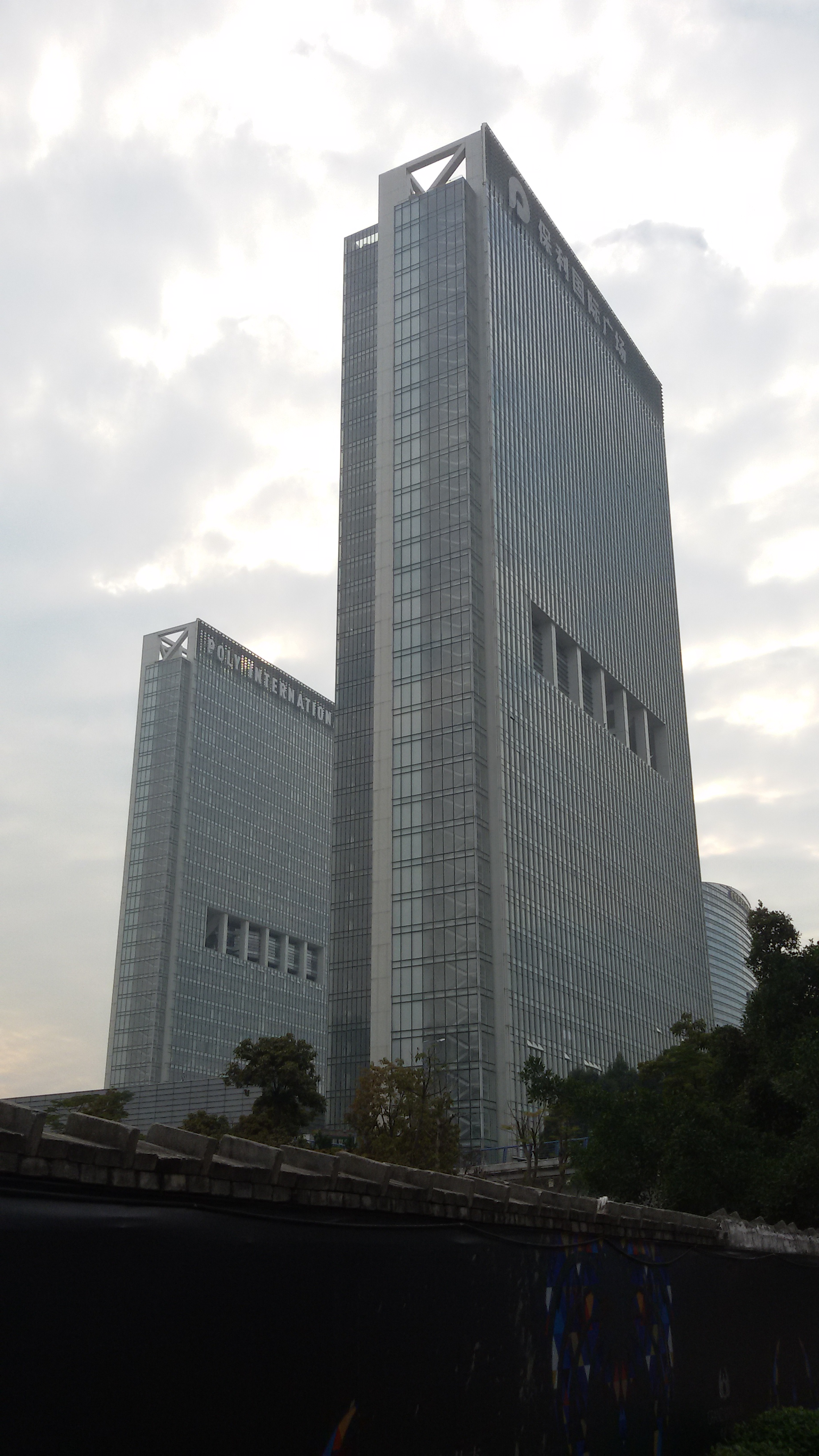
Poly Plaza в Гуанчжоу
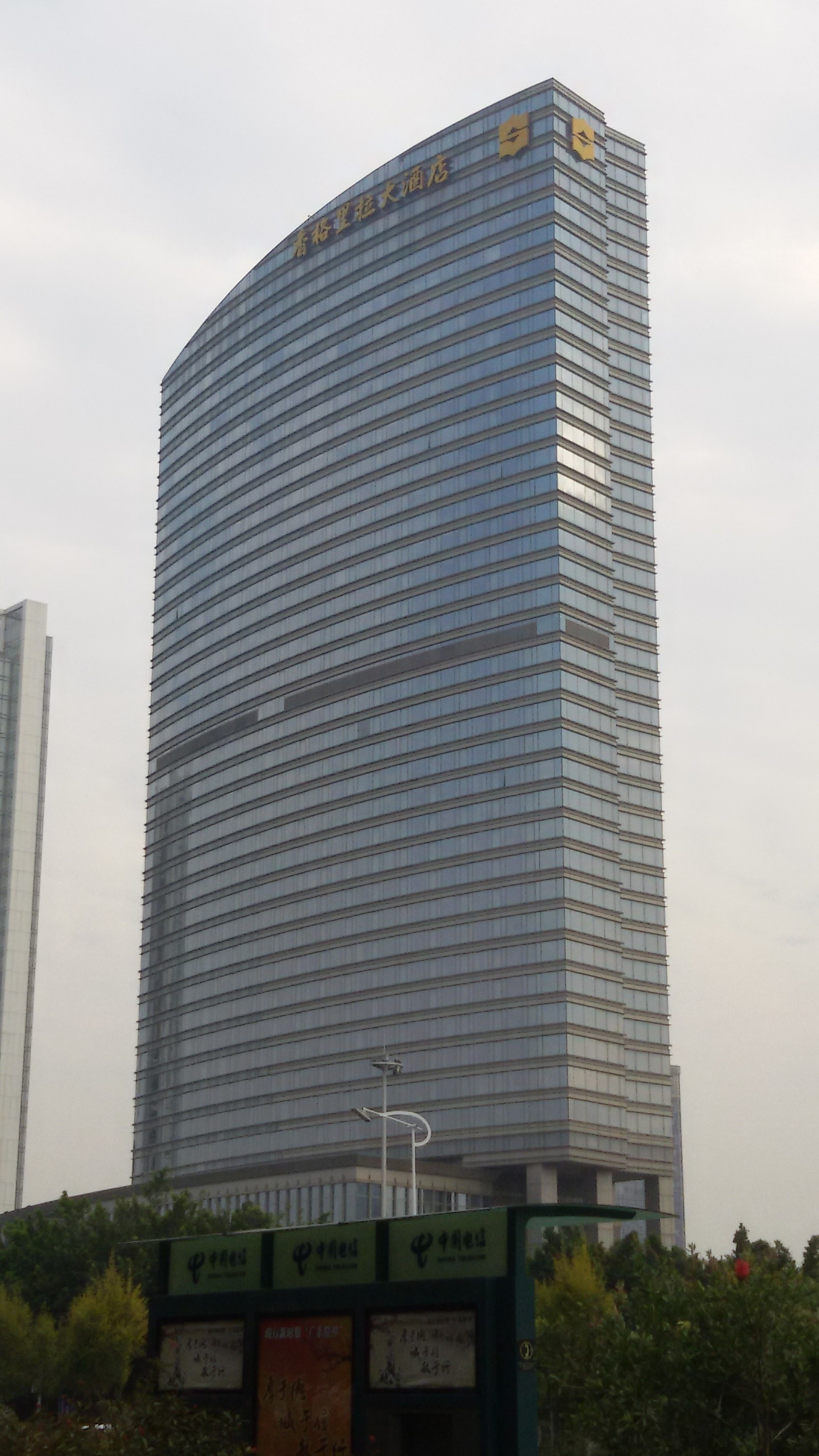
Отель Shagri-La в Гуанчжоу
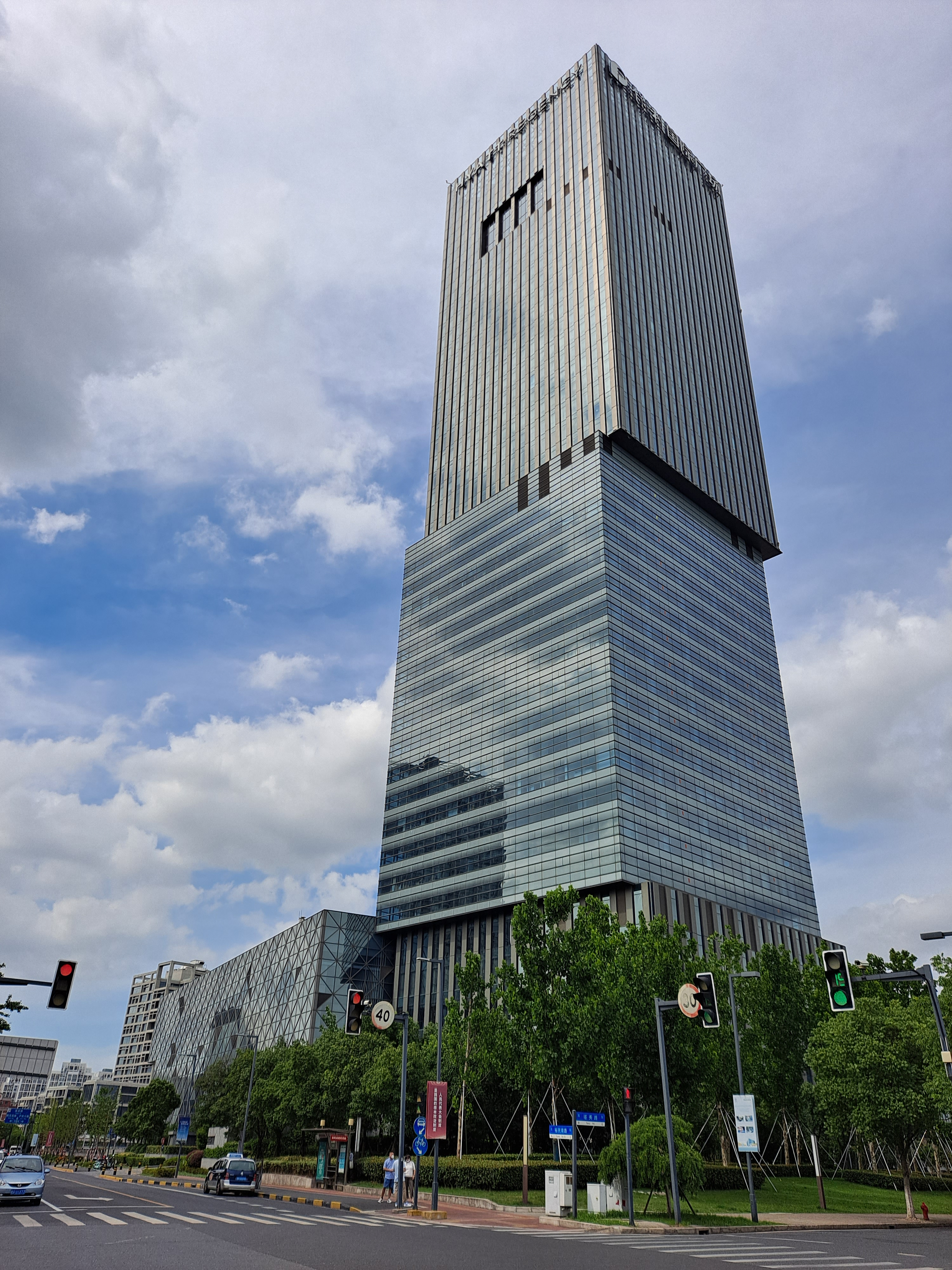
Poly International Square в Шанхае
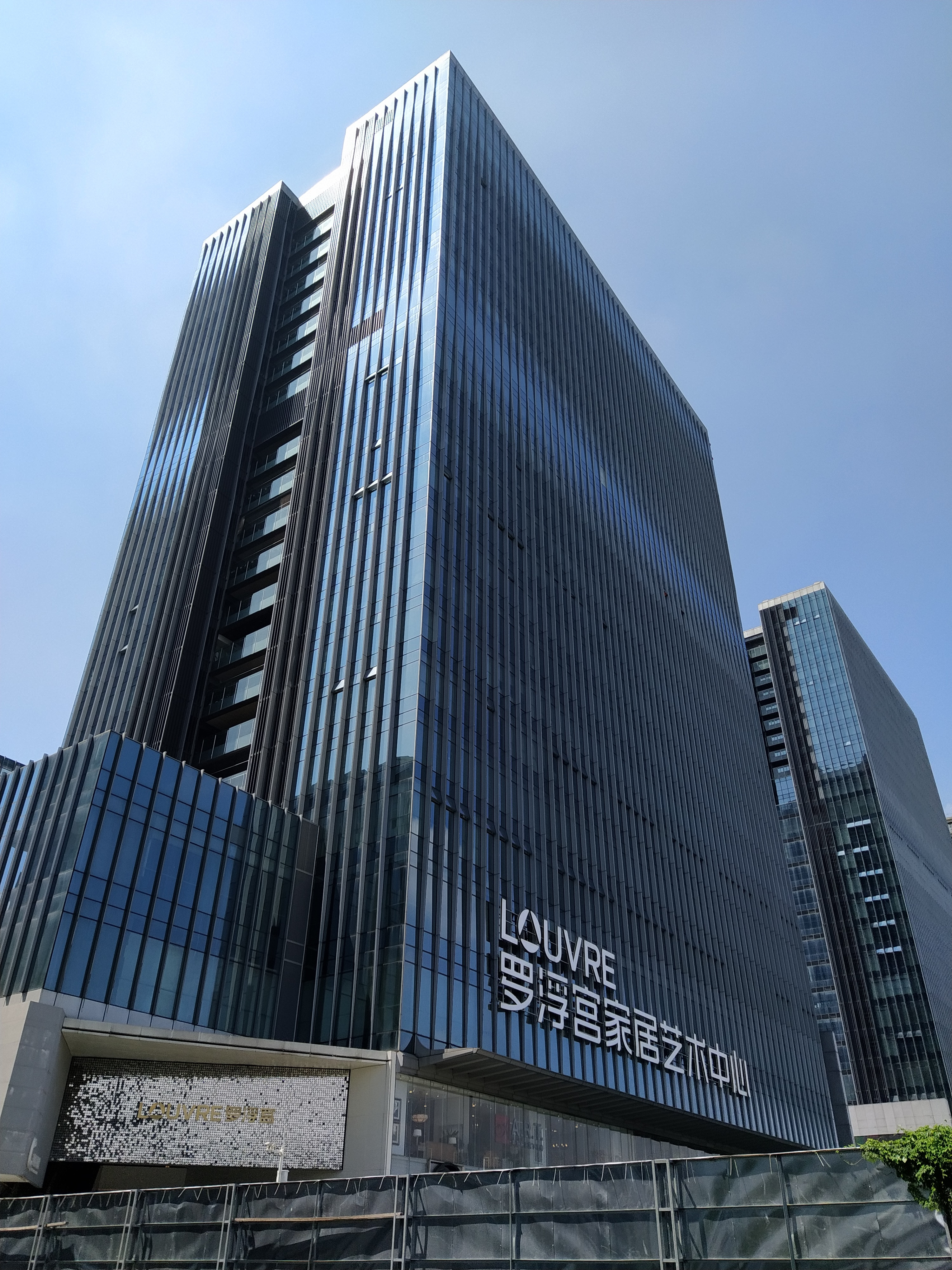
Poly Financial Metropolitan в Гуанчжоу
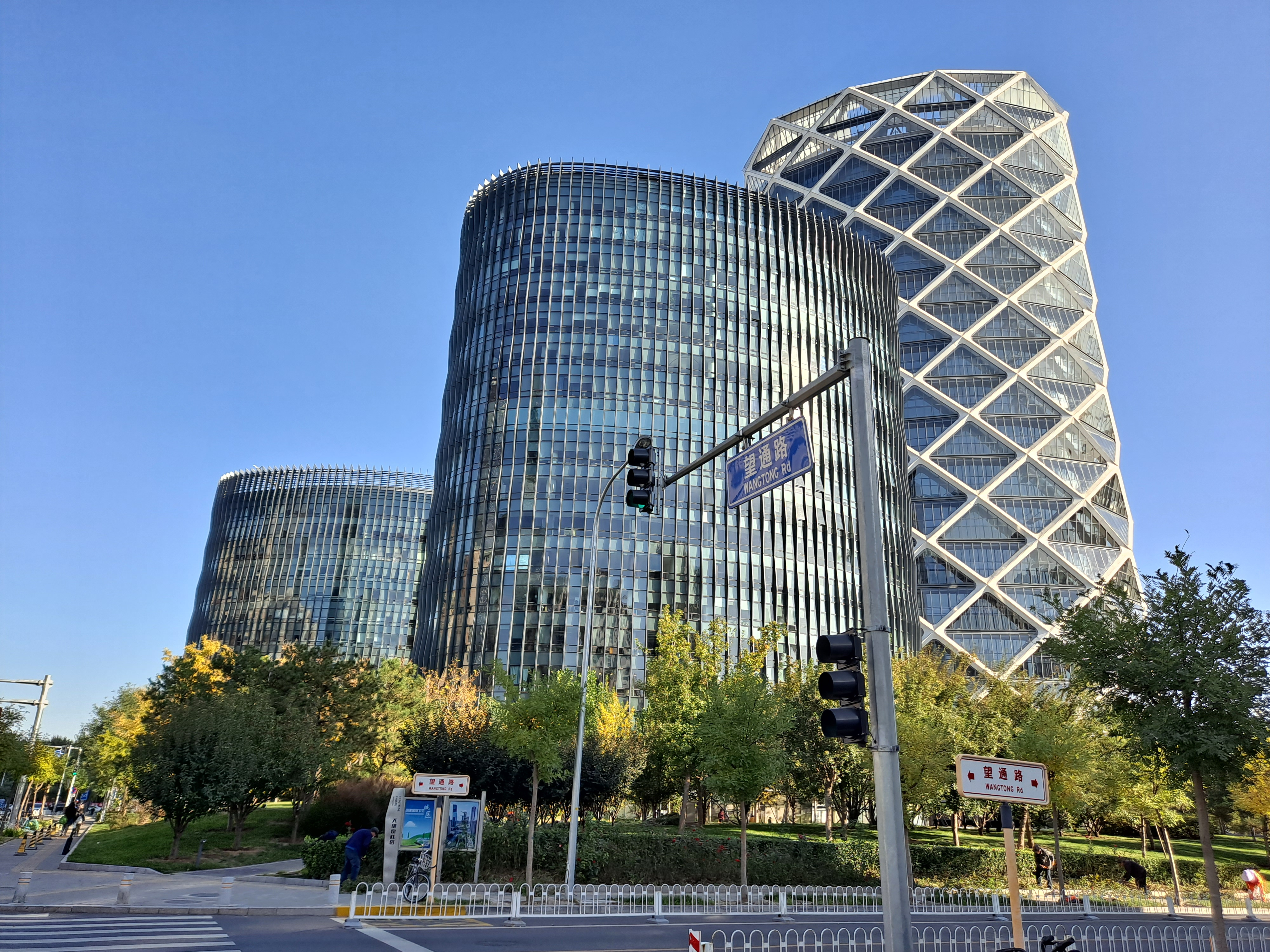
Poly International Square в Пекине
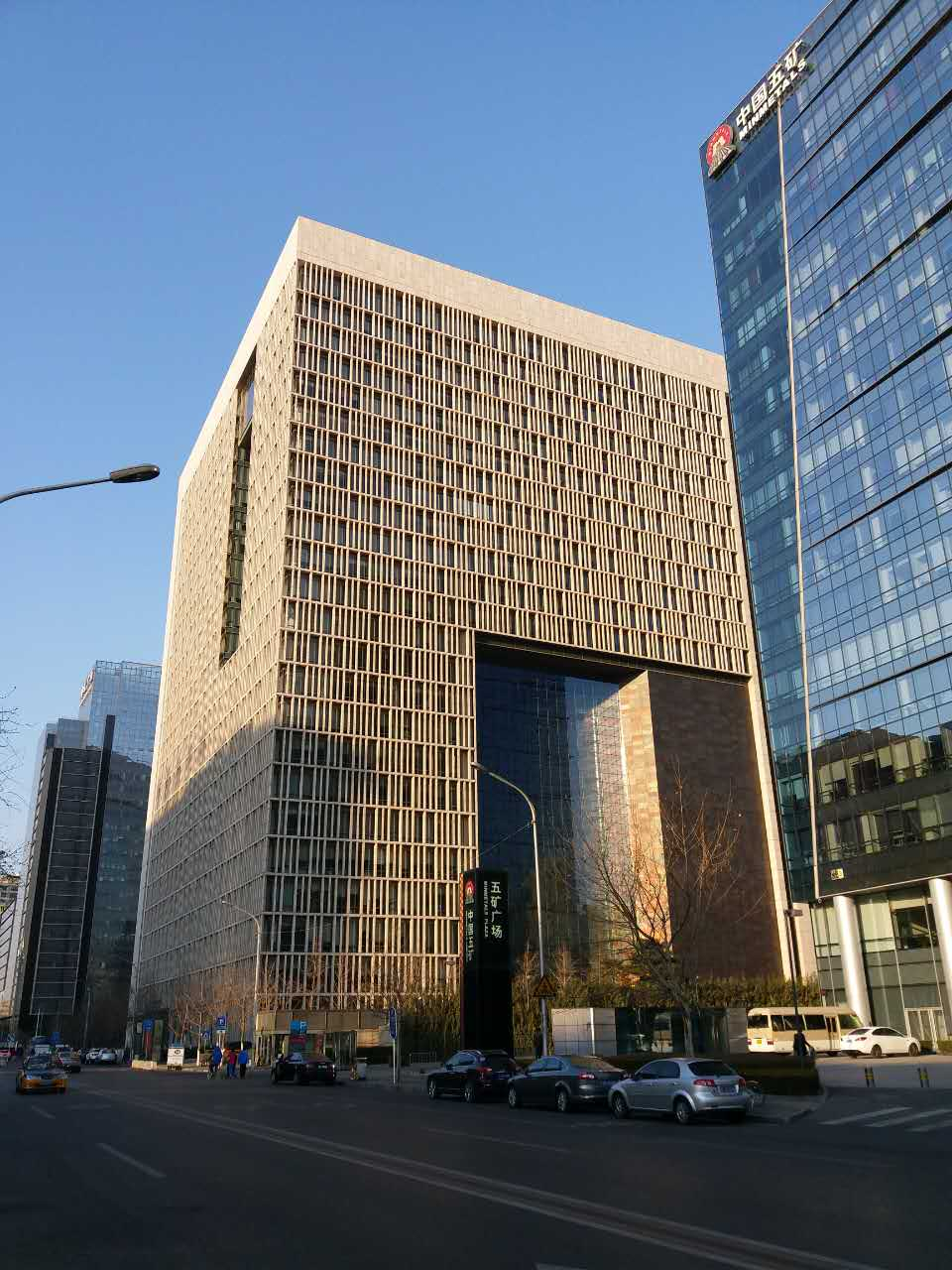
New Poly Plaza в Пекине
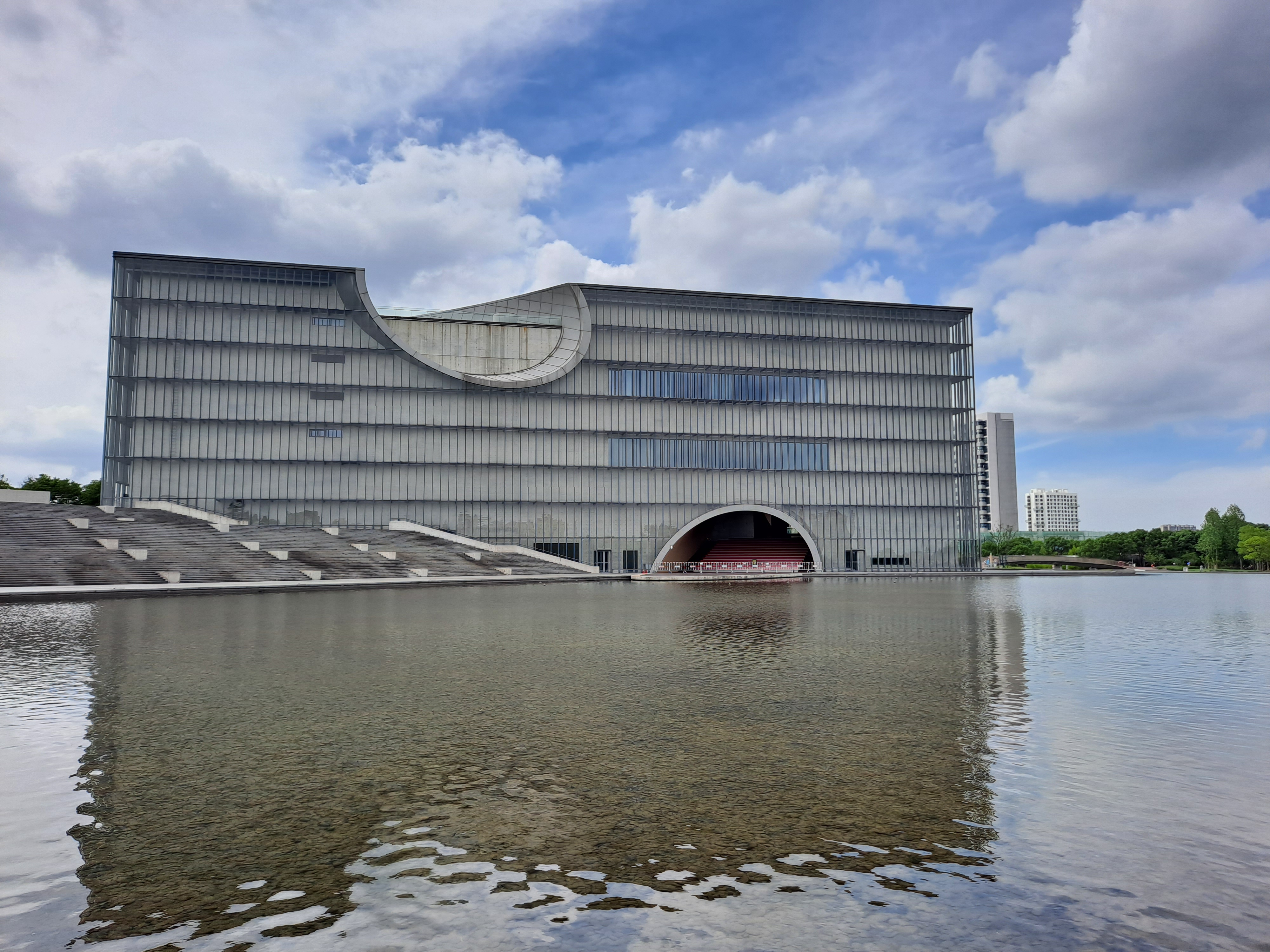
Poly Grand Theatre в Шанхае
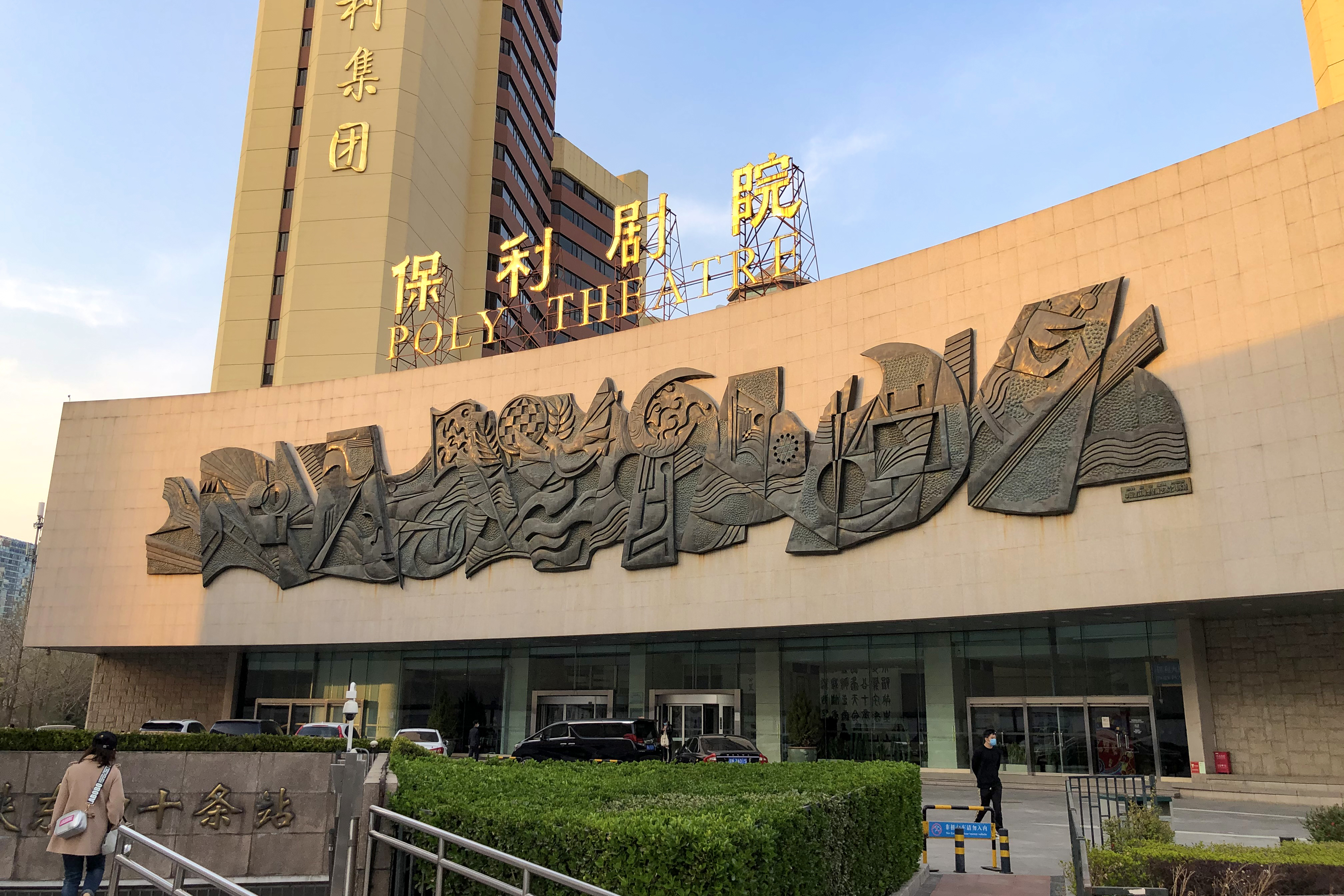
Poly Theatre в Пекине
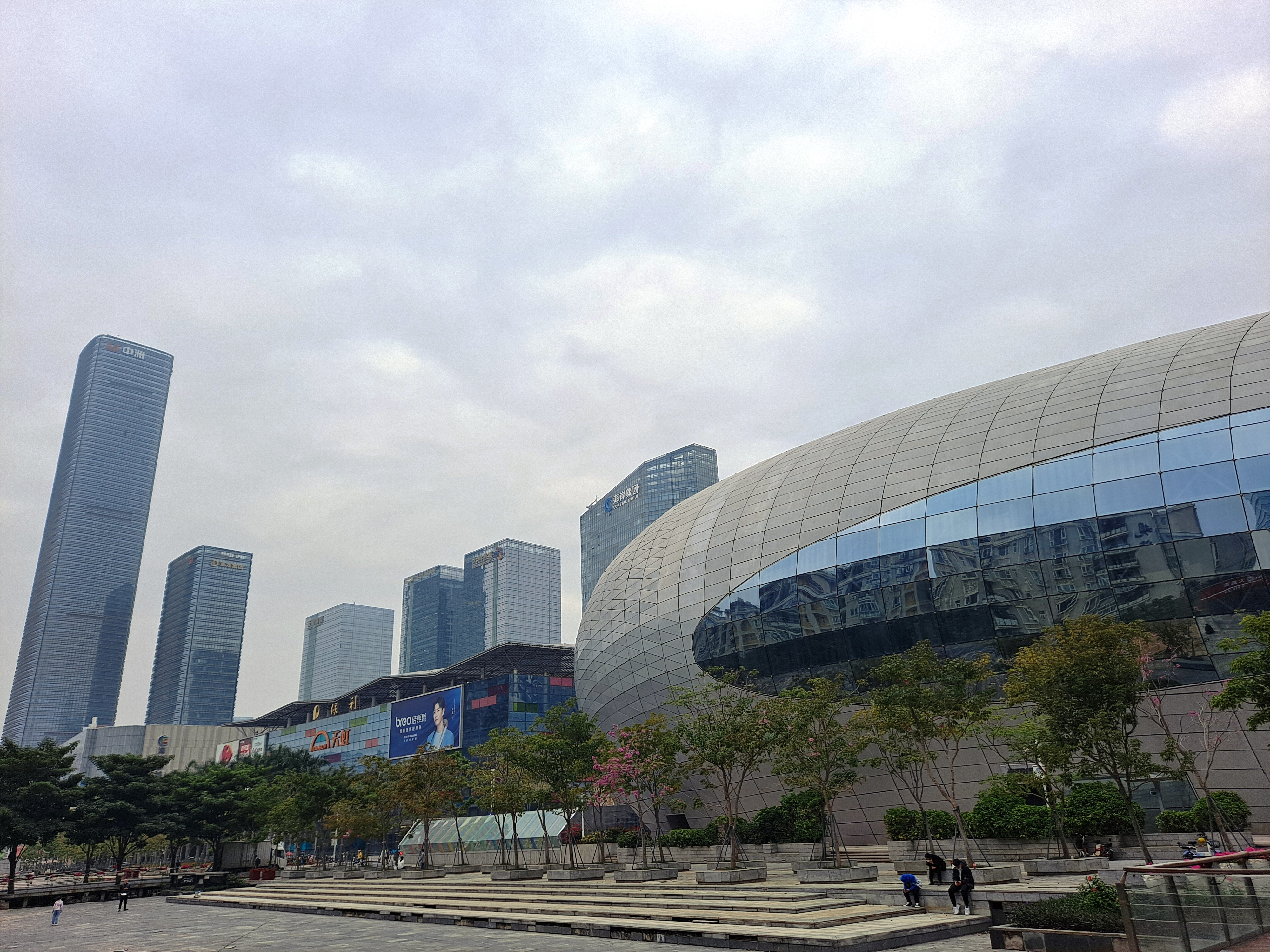
Poly Theatre в Шэньчжэне
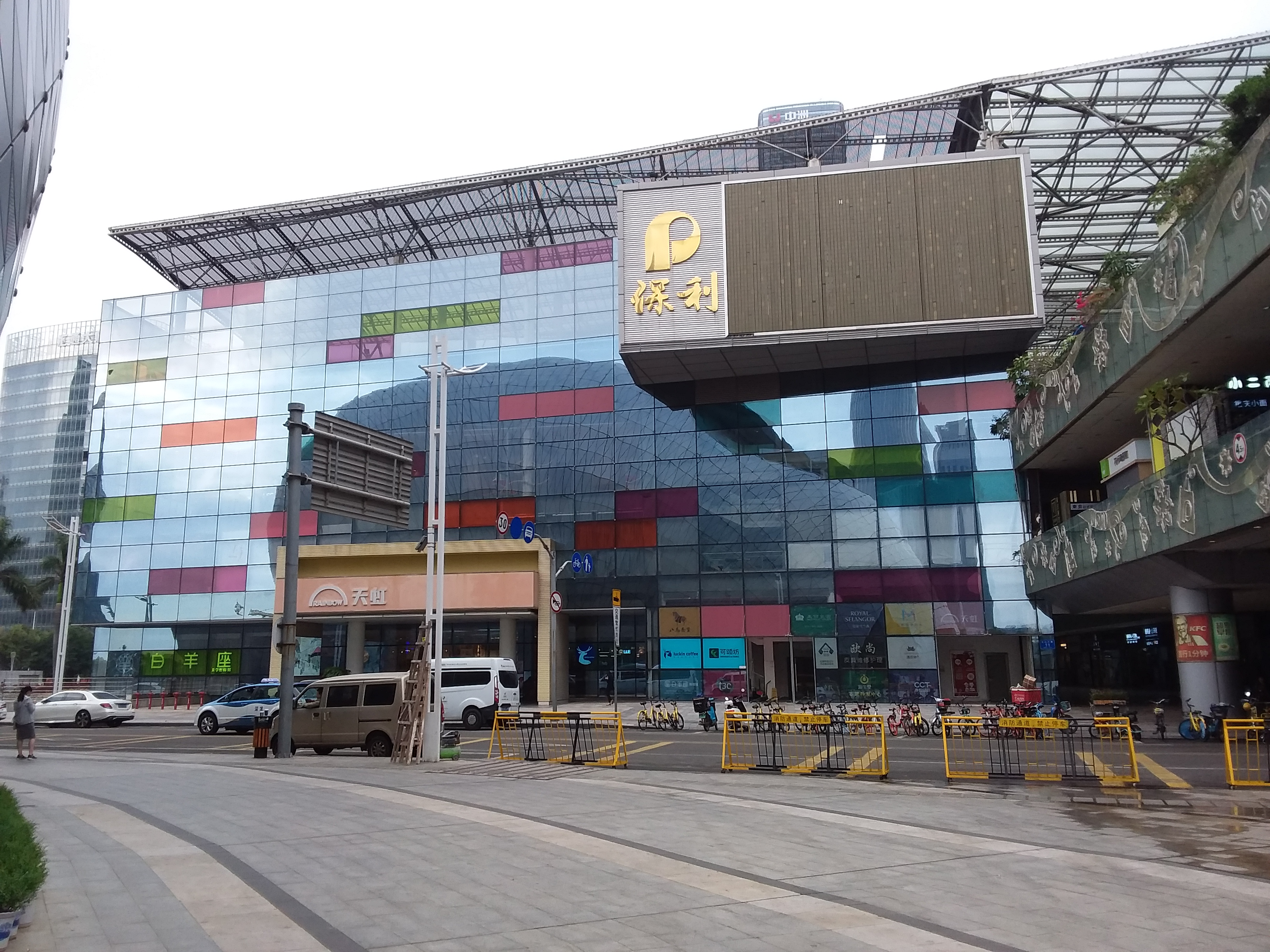
Poly Culture Square Center в Шэньчжэне
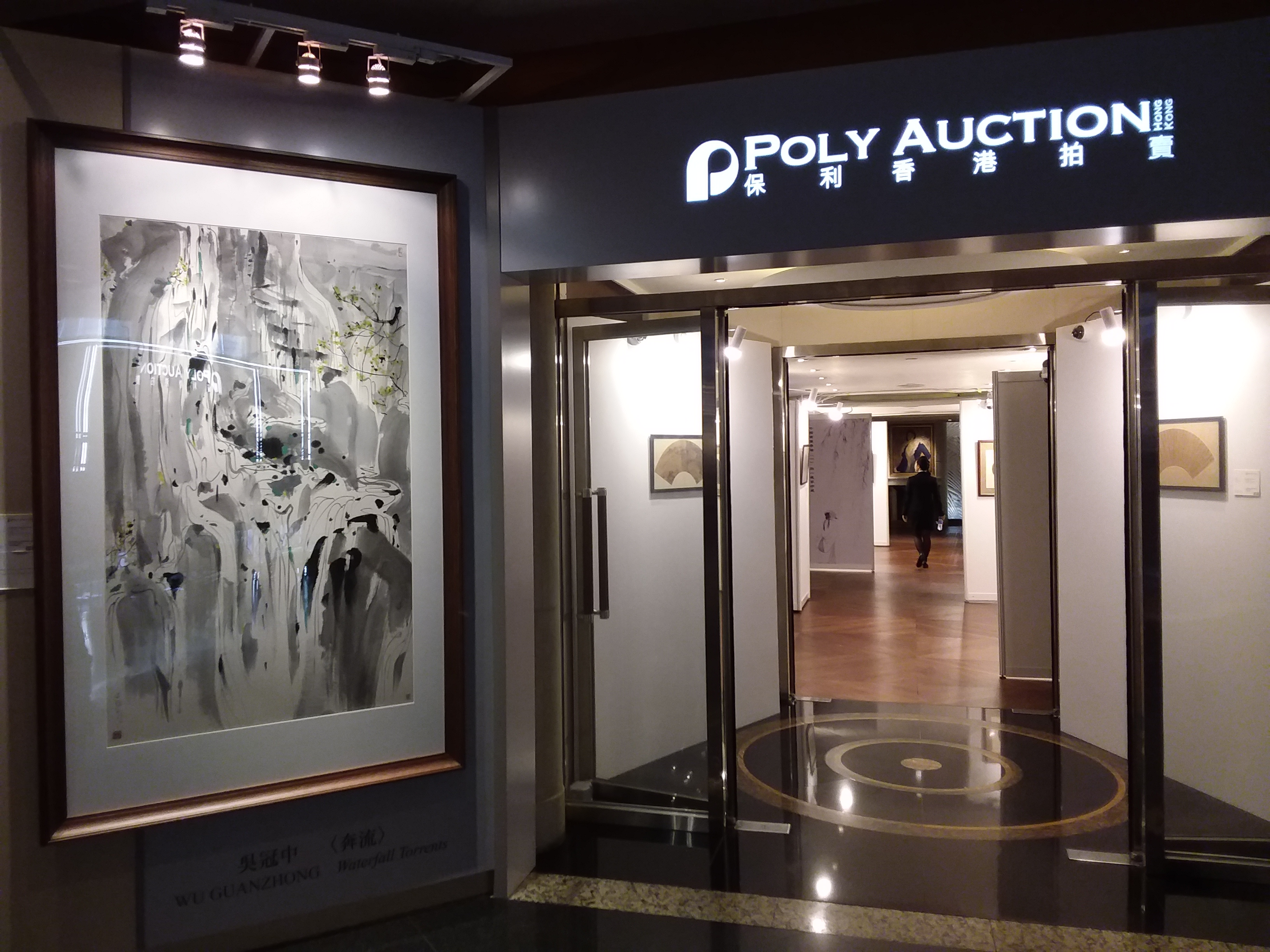
Показ Poly Auction